# 스기타 하야토
스기타 하야토(일본어: 杉田 隼, 2004년 1월 9일~)는 일본의 축구 선수이다.

## 구단 경력
그는 2022년 J2리그의 요코하마 FC에 입단했다. 2022년 J2리그 준우승으로 J1리그로 승격했다. 2023년 3월 J3리그의 FC 기후로 임대 이적했다. 2024년 J2리그의 요코하마 FC로 복귀했다. 2025년 J3리그의 마쓰모토 야마가 FC로 이적했다.